# Cornelis Koeman
Cornelis Koeman né à Wijdenes, le 15 août 1918 et mort à De Bilt le 5 juin 2006 était un ingénieur géodésique et cartographe néerlandais, célèbre pour ses travaux sur l'histoire de la cartographie.

## Biographie
Cor Koeman est né en tant que fils de Teun Koeman, jardinier, et de Grietje Ham. Il voulait devenir géomètre et a pris des cours avec P.Th.M. Velseboer, travaillant au cadastre. Dès 1938, il est nommé prospecteur au service topographique de la Rijkswaterstaat à Delft. En outre, il a reçu des facilités pour suivre des conférences pour les géomètres civils à l'Université de technologie de Delft. Il termina cette formation en 1946. Puis il se dirigea vers le titre d'ingénieur qu'il obtint en 1950. Entre-temps, Koeman avait été nommé professeur de Géodésie à Delft. En 1957, il est nommé professeur de cartographie à l’Université d'Utrecht. Il a déménagé au Bilt. En 1961, Koeman obtient son doctorat avec une thèse intitulée : Collections of maps and atlases in the Netherlands (Collections de cartes et atlas aux Pays-Bas). De 1968 à 1981, Cornelis Koeman a été professeur de cartographie et de géodésie à l'Université d'Utrecht. Il a assuré l'introduction d'une spécialisation distincte en cartographie. Dès le début de sa chaire en 1968, Koeman a proposé une toute nouvelle interprétation du sujet de la cartographie. Il s'est basé sur le livre Sémiologie Graphique. Les diagrammes, les réseaux, les cartes par le cartographe Jacques Bertin, qui avait été publié en 1967. Koeman et son collègue F.L.T. van der Weiden a mis en place un programme de recherche cartographique, axé sur les cartes photographiques, la cartographie numérique et la généralisation (ajustement de l'image de la carte et du contenu de la carte à l'objectif et à l'échelle d'une carte). Son travail a eu un impact social important. Jusqu'à son abolition en 2002, environ 250 étudiants ont obtenu leur diplôme dans le domaine de la cartographie à l’université.

## Histoire de la cartographie
Plus que sur la cartographie elle-même, il a marqué de son empreinte la pratique de l'histoire de la cartographie. Il a joué un rôle exemplaire dans ce monde. L'idée est née dès 1960 de compiler une bibliographie de tous les atlas terrestres et marins publiés aux Pays-Bas jusqu'en 1940. Le premier des six volumes Atlantes Neerlandici a été achevé en 1967. Cette publication a servi de modèle pour des initiatives bibliographiques similaires ailleurs dans le monde. Son Geschiedenis van de kartografie van Nederland (Histoire de la cartographie des Pays-Bas), publié en 1983, reste le manuel le plus important dans ce domaine. Koeman a également été rédacteur en chef du célèbre magazine d'histoire de la cartographie Imago Mundi.
Sa collection d'atlas a été offerte à l'Université de Leiden.

## Postes
Il a été l'un des fondateurs en 1958 de la section cartographique de la Société Royale Néerlandaise de Géographie (KNAG), qui est devenue une association néerlandaise indépendante de cartographie (NVK) en 1975. Il a été secrétaire de ce prédécesseur de la NVK de 1958 à 1964. Il a été l'un des représentants des Pays-Bas à la réunion fondatrice de l'Association Cartographique Internationale (ACI) à Berne en 1959, a été président de la ICA Standing Commission on Education and Training (Commission permanente de l'ACI sur l'éducation et la formation) de 1972 à 1980, et en tant que tel était co-responsable de la production du manuel international de cartographie Basic Cartography.

## Publications
Une liste de toutes ses publications peut être trouvée sur l'article néerlandais de Wikipedia à Cornelis Koeman